# Polylepis xestoloma
Polylepis xestoloma är en mångfotingart som först beskrevs av Carl Graf Attems 1897.  Polylepis xestoloma ingår i släktet Polylepis och familjen Platyrhacidae. Inga underarter finns listade i Catalogue of Life.